# Filipa z Dreux
Filipa z Dreux (1192 – 1242) byla dcerou Roberta II. z Dreux a jeho druhé manželky Jolandy de Coucy.

## Rodina
Filipa byla pátým ze sedmi dětí Roberta II. z Dreux a jeho druhé manželky Jolandy de Coucy.

## Manželství a potomci
V roce 1219 se provdala za Jindřicha II. z Baru (1190–1239), syna Theobalda I. z Baru.

### Děti
- Markéta z Baru (1220–1275), od roku 1240 manželka Jindřicha V. Lucemburského.
- Theobald II. z Baru (asi 1221-1291), dědic Jindřich II. jako hrabě z Baru.
- Jindřich z Baru (zemřel v roce 1249)
- Johana z Baru (1225–1299), manželka Frederika de Blamont, který zemřel v roce 1255, později manželka Ludvíka V. z Chiny
- Renaud z Baru (zemřel v roce 1271)
- Erard z Baru (zemřel v roce 1335)
- Isabela z Baru (zemřela v roce 1320)